# Grand Canyon (film 1958)
Grand Canyon è un cortometraggio documentario in CinemaScope del 1958, diretto da James Algar per Walt Disney, vincitore del premio Oscar come miglior cortometraggio dell'anno 1958.
Il documentario, abbinato alla prima edizione nei cinema del Classico Disney La bella addormentata nel bosco, è una rappresentazione pittoresca dell'omonima suite sinfonica di Ferde Grofé, come i cartoni animati di Fantasia e le rappresentazioni figurate della musica, ed è solidamente legato alla sua colonna sonora.
Nel film, oltre alla musica, non ci sono dialoghi, né attori in carne ed ossa, né commenti fuori campo.

## La struttura dellasuite
La nuova orchestrazione della suite di Grofé realizzata per il film si divide nei movimenti
1. The Painted Desert & Sunrise
2. On the Trail
3. Cloudburst (sono qui presenti anche effetti sonori di tuoni)
4. Sunset & Finale

## Edizioni home video

### DVD
Il documentario è stato incluso come contenuto speciale nel DVD del film La bella addormentata nel bosco.

## Riconoscimenti
- 1959 - Oscar al miglior cortometraggio